# Dmitriy Bessmertny
Dmitriy Bessmertny (tiếng Belarus: Дзмітры Бяссмертны; tiếng Nga: Дмитрий Бессмертный; sinh 3 tháng 1 năm 1997) là một cầu thủ bóng đá Belarus. Tính đến năm 2017, anh thi đấu cho BATE Borisov.